# Otro mundo (álbum)
Otro mundo es el segundo álbum de Intocable, lanzado a la venta en 1995 por EMI Music.

## Lista de canciones
| Otro Mundo |                         |          |  |
| N.º        | Título                  | Duración |  |
| 1.         | «La Mentira»            | 3:01     |  |
| 2.         | «Coqueta»               | 3:00     |  |
| 3.         | «Perdóname»             | 2:35     |  |
| 4.         | «Volviste A Mí»         | 3:25     |  |
| 5.         | «Alma , Corazón Y Vida» | 3:02     |  |
| 6.         | «Aprendí A Vivir»       | 2:47     |  |
| 7.         | «Dulce Niña»            | 2:54     |  |
| 8.         | «No Tendrás Calma»      | 2:35     |  |
| 9.         | «El Reproche»           | 2:34     |  |
| 10.        | «Parece Que No»         | 2:55     |  |
| 11.        | «Besos Sin Condición»   | 3:13     |  |
| 12.        | «Caminar»               | 2:42     |  |
| 34:43      |                         |          |  |

## Sencillos
| Año  | Canción              | Álbum      |
| ---- | -------------------- | ---------- |
| 1995 | La Mentira           | Otro Mundo |
| 1995 | Coqueta              | Otro Mundo |
| 1995 | Alma, Corazón Y Vida | Otro Mundo |
| 1995 | Parece Que No        | Otro Mundo |